# Эпштейн, Якуб
Якуб Эпштейн (пол. Jakub Epstein; 1771, Пилице ― 16 августа 1843, Варшава) ― польский купец и филантроп еврейского происхождения, известный масон.

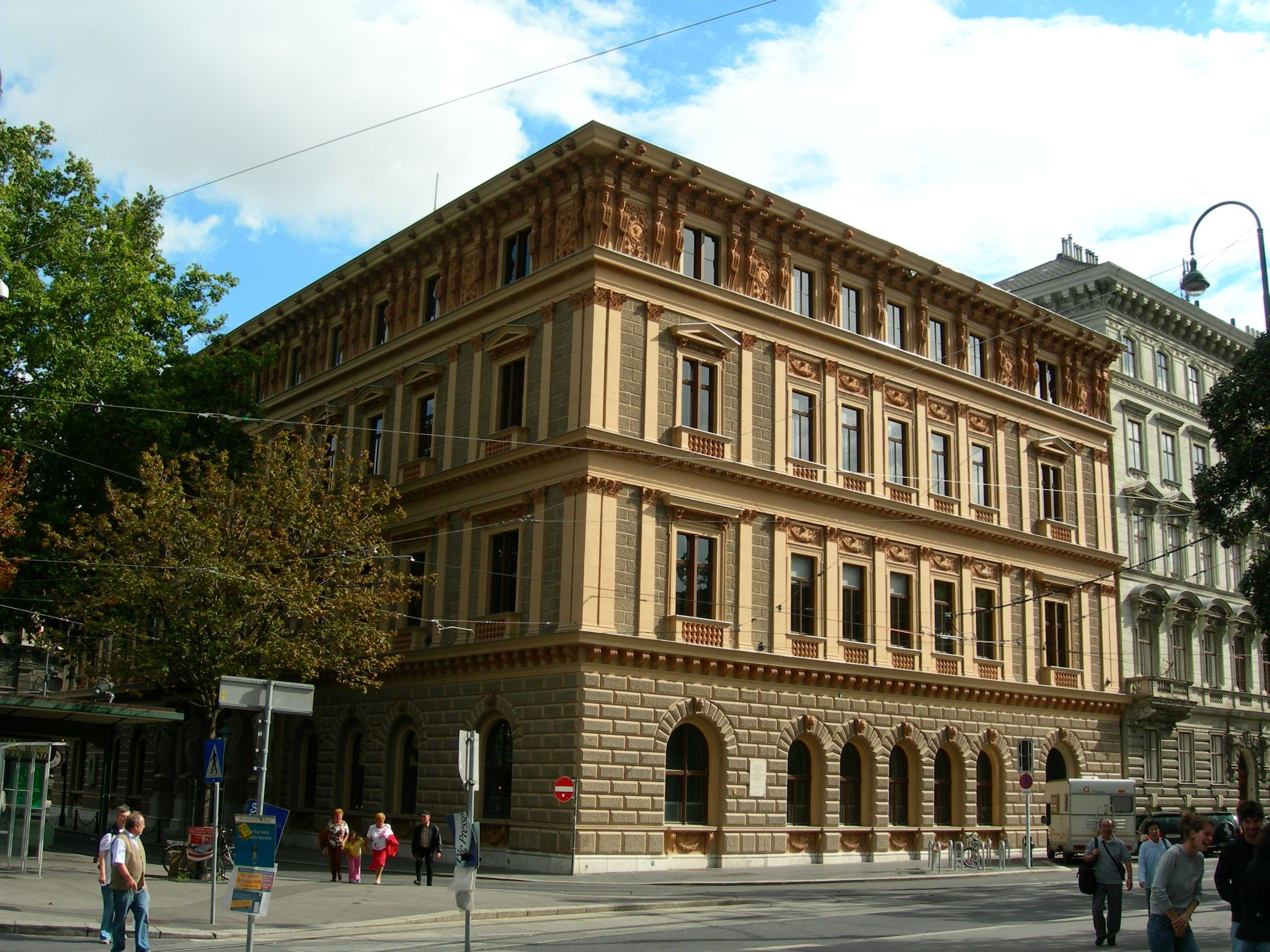
Дворец Эпштейнов в Вене

## Биография
Обширная семья Эпштейнов происходила главным образом из деревни Эбштейн, расположенной в районе Юденбурга в Штирии (Австрия). Считается, что семья принадлежит к колену Левитов. Представителями родами были многие раввины и знатоки Ветхого Завета. Первым достоверно известным представителем данного рода был рабби Натан Халеви Эпштейн, который жил в XIV веке.
Мазовецкая ветви семьи, к которой и принадлежал Якуб, уже в течение нескольких поколений проживала в Пилице, где имела лавку по продаже свечей, которые они изготавливали из сального жира. Якуб переехал в Варшаву около 1786 года. Изначально он по-прежнему занимался производством свечей, но вскоре нашел ещё более прибыльное занятие и стал поставщиком военных. В 1794 году он присоединился к восстанию Костюшко и воевал в звании офицера польских войск, приняв участие в нескольких стычках. Служил в Еврейском полке лёгкой кавалерии. После третьего раздела Речи Посполитой Якуб вернулся к прежнему занятию армейского поставщика, на этот раз сотрудничая с прусской армией.

Одновременно был он активным членом еврейской общины в Варшаве: благодаря его усилиям, сборе взносов и щедрым дарам из собственного кармана, в 1800 году в столице была открыта Больница религии Моисеева, которой Якуб покровительствовал в течение многих лет, входя в попечительский совет. Он также был одним из главных инициаторов строительства так называемой Старой Немецкой Синагоги на ул. Даниловичовской в Варшаве, который была возведена в 1802 году. После ухода прусских войск из Варшавы в 1807 году Эпштейн снова продолжил своё старое занятие, на этот раз для армии Варшавского герцогства, а позже ― армий Царства Польского и Российской империи, что значительно расширило семейное состояние и это позволило двум его сыновьям открыть собственные банки.

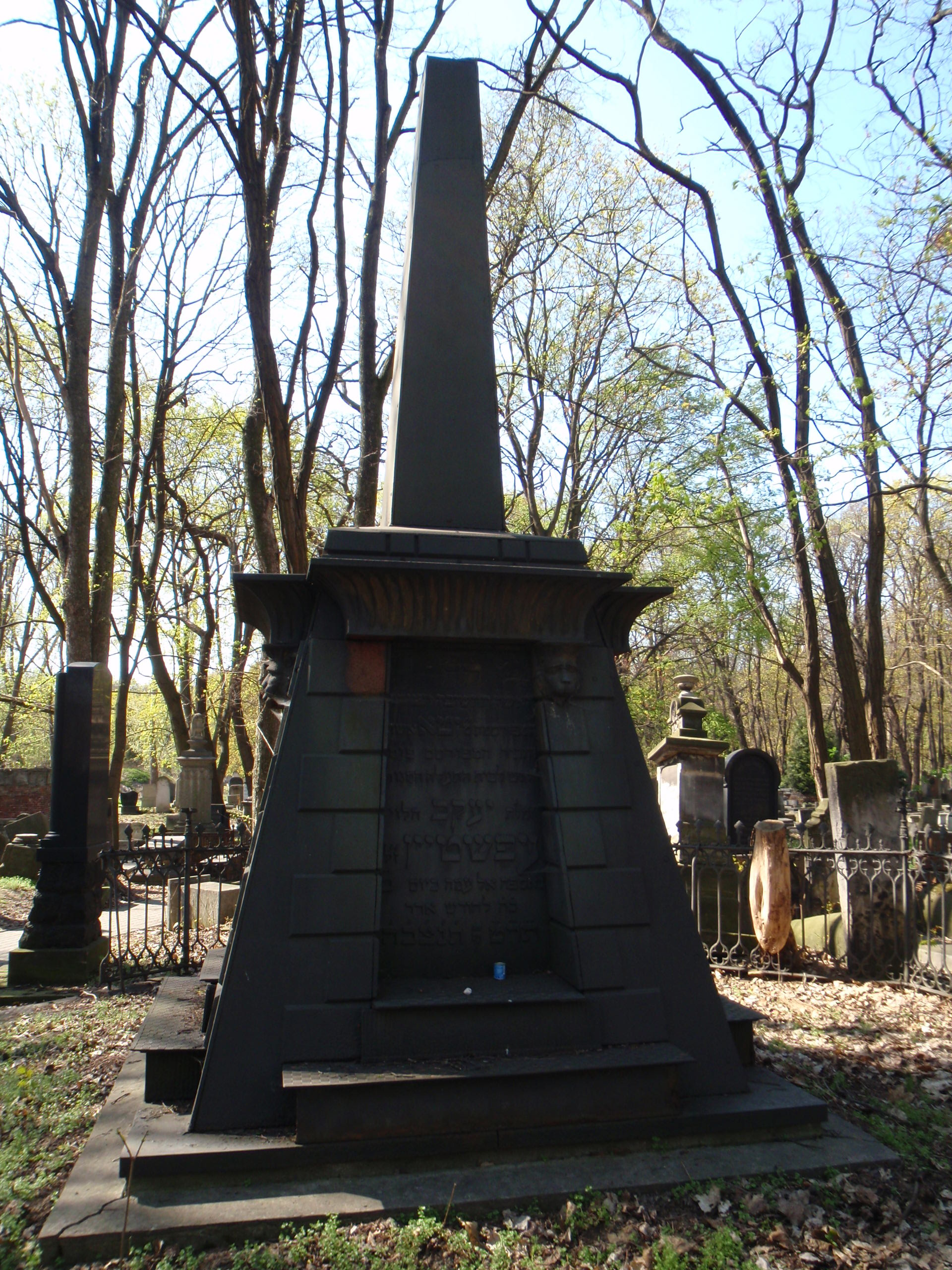
Могила жены Якоба Эпштейна, Генриетты на Еврейском кладбище

Отличаясь большой щедротой к беднякам, Эпштейн поддерживал всех, вопрошавших о помощи, не взирая на их вероисповедание. Эпштейн был также активным масоном, членом лож Рыцарей Звезды и Единых Братьев.
Якуб Эпштейн 16 августа 1843 года в Варшаве и был похоронен на Еврейском кладбище рядом с улицей Окоповой. Величественный мавзолей сохранился до сегодняшнего дня.
Был женат на Генриетте Глицксонув (1780―1849), от которой имел четырёх сыновей: Адама, Германа, Иоанна и Иосифа, которые сыграли важную роль экономической жизни Царства Польского. Также у него родилась дочь Вильгельмина (1808―1872). Из сыновей только Иоанн перешёл в христианство, в то время как все его внуки отказались от веры предков, приняв крещение.
Потомком по линии Иоанна был, скорее всего, французский кинорежиссёр (по профессии врач), Жан Эпштейн (1897, Варшава ― 1953, Париж), с которым сотрудничала его сестра Мария (род. 1899 года в Варшаве), автор сценариев к фильмам.
Австрийско-чешская ветвь семьи сыграла большую роль в банковской истории Австро-Венгрии и имела в собственности построенный в 1869 году банкиром и промышленник Густавом фон Эпштейном величественный дворец на одной из главных улиц, Вены, Рингштрассе 1 — 3. Сегодня в залах одноэтажного дворце располагается постоянная выставка, посвящённая истории рода Эпштейнов, остальная часть помещений используется для нужд членов парламента Австрии.